# Rock Around the Clock
Rock Around the Clock ("Rock Nonstop") je jedna z nejslavnějších klasických rockandrollových písní. Je napsána v klasickém bluesovém schématu, tzv. 12-bar, jak je pro Rock 'n' Rollové skladby typické. Napsali ji Max Freedman a James E. Myers koncem roku 1952. Píseň poprvé nahrála italsko-americká skupina Sonny Dae and His Knights v roce 1954, ale úspěch s ní slavil až Bill Haley se svou skupinou Bill Haley & His Comets, který ji nahrál ve stejném roce. Světovým hitem se píseň stala v roce 1955, kdy se vyšplhala na první místo hitparád v řadě zemí světa. Od té doby vyšla dlouhá řada jejích nahrávek v angličtině, další nahrávky byly v instrumentální verzi a píseň byla také přetextována do řady jazyků.

## České coververze
Text první české coververze písně Rock Around the Clock s názvem Tak, jak plyne řeky proud napsal Jiří Suchý a nazpíval Viktor Sodoma (starší) v roce 1956.
Další českou coververzi napsal Ivo Pešák, nahrál ji se svou skupinou Rockec Ivo Pešáka a vydal na albu Hej, hej, rock and roll v roce 1996 pod názvem Rock okolo hodin (někdy ale je uvedena i pod názvem Rock and Roll).